# Graphocraerus montanus
Graphocraerus montanus är en insektsart som beskrevs av Dlabola 1994. Graphocraerus montanus ingår i släktet Graphocraerus och familjen dvärgstritar. Inga underarter finns listade i Catalogue of Life.